# Czesław Odrzywolski
Czesław Odrzywolski (ur. 10 lipca 1935 we Wrześni, zm. 31 maja 2008) – polski żużlowiec.
Sport żużlowy uprawiał w latach 1956–1973, przez całą karierę reprezentując barwy klubu Start Gniezno. Trzykrotnie awansował do finałów indywidualnych mistrzostw Polski, w latach 1959 (Rybnik – jako rezerwowy), 1966 (Rybnik – X miejsce) oraz 1967 (Rybnik – VIII miejsce). W latach 1959–1970 czterokrotnie startował w memoriałach Alfreda Smoczyka w Lesznie, najlepszy wynik osiągając w roku 1959 (V miejsce).